# Wandalin (Boćki)
Pour les articles homonymes, voir Wandalin.
Wandalin est un village de Pologne, situé dans la gmina de Boćki, dans le Powiat de Bielsk Podlaski, dans la voïvodie de Podlachie.

## Source
- (en) Cet article est partiellement ou en totalité issu de l’article de Wikipédia en anglais intitulé « Wandalin, Podlaskie Voivodeship » (voir la liste des auteurs).